# Montecristi (kanton)
Montecristi – kanton w prowincji Manabí, w Ekwadorze. Stolicą kantonu jest Montecristi.